# Acinodendron cinerascens
Acinodendron cinerascens là một loài thực vật có hoa trong họ Mua. Loài này được (Miq.) Kuntze mô tả khoa học đầu tiên năm 1891.